# ТУ8Г
ТУ8Г (Тепловоз — дрезина Узкоколейный, тип 8) — советский, позднее российский тепловоз. Создан в 1988 году на Камбарском машиностроительном заводе на базе тепловоза ТУ8 и предназначен для использования на промышленных предприятиях для выполнения погрузочно-разгрузочных работ, а также маневровой и вывозной работ на железных дорогах колеи 750 мм — 1067 мм.

## История создания
Камбарский машиностроительный завод выпустил ТУ8Г взамен тепловоза-дрезины ТУ6Д, в отличие от которой комплектуется двигателем ЯМЗ-236, в остальном конструкция дрезины осталась без особых изменений, за исключением того, что под новый двигатель удлинили капот на одну дверцу. Это значительно упростило доступ к ремням привода генератора и компрессора. Первый ТУ8Г (с № 0001) — в 1988 году. Тепловозы № 0022 — 0027 выпущены на колею 1067 мм для Сахалинской железной дороги. Тепловоз ТУ8Г-0030 построен на колею 1520 мм. Всего выпущено 30 тепловозов ТУ8Г.

## Тепловоз-дрезина ТУ8Г
Тепловоз-дрезина предназначена для погрузки, перевозки и разгрузки элементов верхнего строения пути и других грузов, а также перевозки рабочих бригад с инструментом к месту путевых работ. Может быть использована в качестве тяговой единицы при транспортировке груженых платформ и при маневрах.

Тепловоз-дрезина имеет следующие основные узлы: экипажная часть, силовая установка, передача, вспомогательное оборудование, грузоподъемный кран. Экипажная часть состоит из главной рамы с упряжными приборами, кабины и двух двухосных тележек. Передача нагрузки от рамы на каждую тележку через четыре скользящие опоры с резиновыми упругими элементами и текстолитовыми скользунами.

В силовую установку входят дизель с водяной и масляной системами охлаждения. На платформе установлен грузоподъемный гидравлический кран для производства погрузочно-разгрузочных работ. Управление краном производится с выносного или со стационарного пульта, расположенного в кабине. Кабина управления имеет пять пассажирских мест для перевозки ремонтной бригады (включая место водителя). Свободная сторона главной рамы используется для погрузки на неё различных элементов верхнего строения пути и инструмента ремонтных бригад. Привод рабочих органов крана гидравлический.

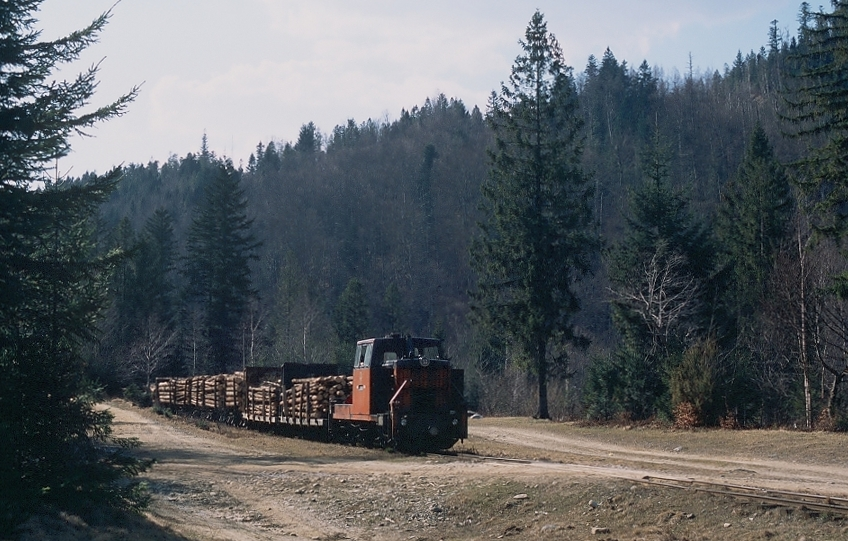
ТУ8Г-0017 на Выгодской УЖД

## Тепловоз ТУ8 и модернизации
На базе тепловоза ТУ8 созданы:
- Тепловоз-энергоагрегат ТУ6СПА, для передвижения и энергоснабжения стройремпоездов.
- Тепловоз-дрезина ТУ8Г, оснащенная грузоподъемным гидравлическим краном.
- Автомотриса АМ-1, для перевозки инженерно-технического персонала и рабочих.
- Пассажирская дрезина ТУ8П, для перевозки инженерно-технического персонала и рабочих.